# Iain Hamilton (Komponist)
Iain Hamilton (* 6. Juni 1922 in Glasgow; † 21. Juli 2000 in London) war ein schottischer Komponist und Musikpädagoge.

## Leben
Hamilton besuchte in London die Mill Hill School und absolvierte ein Ingenieursstudium. Im Alter von 25 Jahren gewann er ein Studium für die Royal Academy of Music, wo er bis 1950 bei Harold Craxton und Guy Jonson Klavier und bei William Alwyn Komposition studierte.
1950 gewann er den Dove Prize der Royal Academy und im Folgejahr den Preis der Royal Philharmonic Society für sein Klarinettenkonzert, den Preis der Koussevitzky Foundation für seine zweite Sinfonie und den Edwin Evans Prize. Von 1951 bis 1960 unterrichtete er am Morley College in London, von 1952 bis 1960 außerdem an der University of London.
Von 1961 bis 1981 lebte Hamilton in den USA. Hier hatte er bis 1978 die Mary-Duke-Biddle-Professur an der Duke University in Durham inne. 1962 war er Composer in Residence am Berkshire Music Center in Tanglewood. Die University of Glasgow verlieh ihm 1970 einen Ehrendoktortitel. 1961 wurde seine Musik für den Kurzfilm Seawards the Great Ships verwendet. Dies blieb seine einzige Tätigkeit im Filmbereich.
Nach seiner Rückkehr aus den USA lebte Hamilton bis zu seinem Tod in London.

## Werke
- Symphony No. 1, 1948
- Variations on an Original Theme for Strings, 1948
- Quintet for Clarinet & String Quartet No. 1, 1948
- String Quartet, 1948
- String Quartet, 1949
- Piano concerto No. 1, 1949
- Clarinet Concerto, 1950
- Sinfonia Concertante for Violin, Viola, and Chamber arch., 1950
- Symphony No. 2 1951
- Clerk Saunders, Ballett, 1951
- Quartet for Flute and String Trio, 1951
- 3 Nocturnes für Klarinette und Klavier, 1951
- Viola Sonata, 1951
- Capriccio für Trompete und Klavier, 1951
- Sonata für Klavier, 1951, 1971
- Violin concertos: No. 1, 1952
- Clarinet Sonata, 1954
- Piano Trio, 1954
- Octet No. 1 for Strings, 1954
- Serenata für Violine und Klarinette, 1955
- 3 Rieces für Klavier, 1955
- Scottish Dances für Orchester, 1956
- Sonata per orchestra da camera, 1956
- The Bermudas für Bariton, Chor und Orchester, 1956
- Cinque canzone d'amore für Tenor und Orchester, 1957
- Overture: 1812 für Orchester, 1957
- Concerto for Jazz Trumpet and Orchestra, 1957
- Sinfonia for 2 Orchestras, 1958
- Cello sonata, 1958
- Ecossaise für Orchester, 1959
- Nocturnal für 11 Solostimmen, 1959
- Fanfares and Variants für Orgel, 1960
- Piano concerto No. 2, 1960; 1967; 1987
- A Testament of War für Bariton und kleines Instrumentalensemble, 1961
- Arias for Small Orchestra, 1962
- Sextet für Flöte, zwei Klarinetten, Violine, Cello und Klavier, 1962
- Sonatas and Variants für zehn Blasinstrumente, 1963
- The Chaining of Prometheus für Blasinstrumente und Perkussion, 1963
- Nocturnes with Cadenzas für Klavier, 1963
- Cantos für Orchester, 1964
- Concerto for Organ and Small Orchestra, 1964
- Brass Quintet, 1964
- Sonata notturna für Horn und Klavier, 1965
- Aubade für Orgel, 1965
- Dialogues für Koloratursopran und kleines Instrumentalensemble, 1965
- Threnos - In Time of War für Orgel, 1966
- Flute Sonata, 1966
- The Royal Hunt of the Sun, Oper, 1966–1968; 1975
- Agamemnon, dramatic narrative, 1967–1969
- Pharsalia, dramatic commentary, 1968
- Circus für zwei Trompeten und Orchester, 1969
- Alastor für Orchester, 1970
- Voyage für Horn und Kammerorchester, 1970
- Paraphrase of the Music for Organs in Epitaph for this World and Time, 1970
- Epitaph for This World für drei Chöre und drei Orgeln, 1970
- Violin concerto No. 2, Amphion, 1971
- Palinodes für Klavier, 1972
- The Cataline Conspiracy, Oper, 1972–1973
- Commedia, concerto, 1973
- Sonata für Klavier, 1973
- Sonata für Klavier, 1973
- Roman Music für Orgel, 1973
- The Golden Sequence für Chor, Gemeinde und Orgel, 1973
- Te Deum for Chorus für Holz- und Blechbläser und Perkussion, 1973–74
- Quintet for Clarinet & String Quartet No. 2, Sea Music, 1974
- Cello Sonata, 1974
- Violin Sonata, 1974
- Aurora für Orchester, 1975
- A Vision of Canopus für Orgel, 1975
- The Alexandrian Sequence für Kammerorchester, 1976
- Tamburlaine, lyrisches Drama, 1976
- Hyperion für Klarinette, Horn, Violine, Cello und Klavier, 1977
- Spirits of the Air für Bassposaune, 1977
- Anna Karenina, Oper, 1977–1978
- Requiem für Chor, 1979
- Mass für Chor, 1980
- Vespers für Chor, zwei Klaviere, Harfe und Perkussion, 1980
- Dick Whittington, lyrische Komödie, 1980–81
- Symphony No. 3, Spring, 1981
- Symphony No. 4, 1981
- The Morning Watch für Chor und zehn Blasinstrumente, 1981
- The Passion of Our Lord According to St. Mark für Sopran, Alt, Tenor, Bass, Chor und Orchester, 1982
- Lancelot, Oper, 1982–1983
- Raleigh's Dream, Oper, 1983
- Octet No. 2 for Winds, 1983
- String Quartet, 1984
- String Quartet, 1984
- The Bright Heavens Sounding für Sopran, Alt, Tenor, Bass, Chor und Instrumentalensemble, 1985
- Prometheus für Sopran, Mezzosopran, Tenor, Bariton, Chor und Orchester, 1986
- Paris de Crepuscule a l'aube für Stimme und Orchester oder Klavier, 1986
- Lefardin de Monet für Klavier, 1986
- Le Tombeau de Bach für Orgel, 1986
- La Mort de Phedre für Stimme und Orchester, 1987
- The Tragedy of Macbeth, Oper, 1990
- London's Fair, Oper, 1992